# Judith Chemla
Pour les articles homonymes, voir Chemla.
Judith Chemla, née le 6 juillet 1983 à Gentilly (Val-de-Marne), est une actrice et autrice française.

## Biographie
Née en 1983,, elle est la fille d'un père violoniste et d'une mère avocate, qui se séparent lorsqu’elle est encore jeune. Judith Chemla grandit à Gentilly, dans la petite couronne parisienne.
Elle commence la pratique du violon à 7 ans et en joue jusqu'à l'âge de 14 ans. Elle découvre le théâtre au lycée, sous la houlette d'Emmanuel Demarcy-Mota.
Elle suit les cours de Bruno Wacrenier au conservatoire du 5e arrondissement, ainsi que les cours de Cécile Grandin au Conservatoire départemental de Bourg-la-Reine–Sceaux. Elle entre ensuite au Conservatoire national, où elle rencontre Muriel Mayette, qui l’invite à la Comédie-Française. Elle est pensionnaire de la Comédie-Française de 2007 à 2009.
En parallèle, elle entame une carrière cinématographique et collabore avec des réalisateurs de premier plan dont James Huth, Pierre Schöller, Jean-Michel Ribes, Bertrand Tavernier, Pierre Salvadori, Thierry Jousse, Noémie Lvovsky, André Téchiné, Stéphane Brizé, Éric Toledano et Olivier Nakache, Mia Hansen-Løve, Olivier Dahan, Yvan Attal.
En 2010, elle écrit Tue-Tête, une pièce de théâtre évoluant dans un « monde poétique et burlesque, pure émanation de l'imagination arborescente d'une actrice libre et bohème ».
Le 10 avril 2020, elle interprète des textes de poésie et chante, a cappella, l'Ave Maria de Schubert dans la cathédrale Notre-Dame de Paris désertée depuis l'incendie, au cours d'une célébration exceptionnelle à l'occasion du Vendredi saint,.

### Vie privée
Elle a deux enfants nés en 2010 et 2017 dont un avec le petit-fils de Chaplin, James Thierrée,.
En juillet 2022, elle publie sur Instagram des photos la représentant avec des blessures au visage attribuées à son ex-compagnon et réalisateur Yohan Manca (en) en juillet 2021 durant le festival de Cannes. Ce dernier est condamné pour violences conjugales, harcèlement et violation de domicile en mai 2022,,. Dans son livre Notre silence nous a laissées seules, publié en janvier 2024, elle parle des violences que lui ont infligées d'une part, James Thierrée, le père de son premier enfant qui conteste les faits et d'autre part, Yohan Manca, violences déjà dénoncées en 2022.

## Filmographie

### Cinéma

#### Années 2000
- 2007 : Hellphone de James Huth : Margot
- 2007 : Faut que ça danse ! de Noémie Lvovsky : l'étudiante
- 2008 : Le Petit Chaperon rouge court métrage de Shinji Aoyama : Delphine
- 2008 : Versailles de Pierre Schöller : Nina
- 2008 : Musée haut, musée bas de Jean-Michel Ribes : Rosine Bagnole

#### Années 2010
- 2010 : La Princesse de Montpensier de Bertrand Tavernier : Catherine de Lorraine, duchesse de Montpensier
- 2010 : De vrais mensonges de Pierre Salvadori : Paulette
- 2011 : Je suis un no man's land de Thierry Jousse : Chloé
- 2012 : Camille redouble de Noémie Lvovsky : Josépha
- 2014 : L'Homme qu'on aimait trop d'André Téchiné : Françoise
- 2015 : Rendez-vous à Atlit de Shirel Amitay : Asia
- 2015 : Ce sentiment de l'été de Mikhaël Hers : Zoé[13]
- 2016 : Une vie de Stéphane Brizé : Jeanne Le Perthuis des Vauds
- 2017 : Le Sens de la fête d'Éric Toledano et Olivier Nakache : Héléna
- 2017 : Drôle de père d'Amélie van Elmbt : Camille
- 2018 : Maya de Mia Hansen-Løve : Noamie
- 2019 : Lune de miel d'Élise Otzenberger : Anna Jakubowitz
- 2019 : Vif-Argent de Stéphane Batut : Agathe

#### Années 2020
- 2020 : À cœur battant de Keren Ben Rafael : Julie
- 2020 : Les Cobayes d'Emmanuel Poulain-Arnaud : Charlotte
- 2021 : Les Choses humaines de Yvan Attal : la procureure
- 2021 : Mes frères et moi de Yohan Manca : Sarah, la prof de chant
- 2022 : Les Goûts et les Couleurs de Michel Leclerc : Darédjane
- 2022 : Simone, le voyage du siècle d'Olivier Dahan : Milou Jacob
- 2022 : Le Sixième Enfant de Léopold Legrand : Meriem
- 2023 : La Grande Magie de Noémie Lvovsky : Marta
- 2023 : Un hiver en été de Lætitia Masson : Jeanne
- 2024 : Niki de Céline Sallette : Eva Aeppli
- 2024 : Une part manquante de Guillaume Senez : Jessica
- 2025 : Le Mélange des genres de Michel Leclerc : Marianne

### Télévision

#### Séries télévisées
- 2012 : Engrenages : Sophie Mazerat
- 2018 : Un entretien : Marion
- 2020 : Possessions : Johanna
- 2023 : D'argent et de sang : Annabelle
- 2024 : La Peste : Lucie Ferrières
- 2026 : Mitterrand confidentiel d'Antoine Garceau : Anne Pingeot

#### Téléfilms
- 2012 : Miroir mon amour de Siegrid Alnoy : Blanche Neige
- 2013 : 15 jours ailleurs de Didier Bivel : Hélène
- 2013 : Le Bœuf clandestin de Gérard Jourd'hui : Roberte
- 2013 : Tout est permis d'Émilie Deleuze : Claire

## Théâtre
- 2008 : Le Misanthrope de Molière, mise en scène de Lukas Hemleb, au théâtre des Célestins , et à la salle Richelieu, Célimène
- 2008 : Douce vengeance et autres sketches de Hanokh Levin, mise en scène de Galin Stoev, salle Richelieu
- 2008 : L'Illusion comique de Pierre Corneille , mise en scène de Galin Stoev, salle Richelieu
- 2009 : Figaro divorce d'Ödön von Horváth , mise en scène de Jacques Lassalle, salle Richelieu
- 2009 : La Grande Magie d'Eduardo De Filippo , mise en scène de Dan Jemmett, salle Richelieu
- 2010 : De beaux lendemains d'après le roman de Russell Banks, mise en scène Emmanuel Meirieu, Nuits de Fourvière
- 2010 : Tue-Tête de Judith Chemla, théâtre Vidy-Lausanne, théâtre des Bouffes-du-Nord
- 2011 : De beaux lendemains, d'après le roman de Russell Banks, mise en scène Emmanuel Meirieu, théâtre des Bouffes-du-Nord
- 2011 : Le Babil des classes dangereuses de Valère Novarina, lecture dirigée par Denis Podalydès, Odéon-Théâtre de l'Europe
- 2011 : L’Entêtement de Rafael Spregelburd , mise en scène de Marcial Di Fonzo Bo et Élise Vigier, Festival d'Avignon, Maison des arts et de la culture de Créteil, Comédie de Reims, théâtre Gérard-Philipe, tournée
- 2012 : L’Entêtement de Rafael Spregelburd , mise en scène de Marcial Di Fonzo Bo et Élise Vigier, théâtre Liberté, tournée
- 2013 : Le crocodile trompeur – Didon et Enée , mise en scène de Samuel Achache et Jeanne Candel, théâtre des Bouffes-du-Nord
- 2014 : L'Annonce faite à Marie de Paul Claudel , mise en scène de Yves Beaunesne, théâtre des Bouffes-du-Nord
- 2016 : Traviata, vous méritez un avenir meilleur , mise en scène de Benjamin Lazar, théâtre des Bouffes-du-Nord et en tournée
- 2017 : Antigone – Concert-fiction , texte inédit de Stéphane Michaka, d'après la pièce de Sophocle, avec les musiciens de l'Orchestre national de France, festival d'Avignon
- 2023 : Mélisande d'après Maurice Maeterlinck et Claude Debussy, mise en scène Richard Brunel, théâtre des Bouffes-du-Nord
- 2025 : Le Procès de Jeanne, d’après les minutes du procès de condamnation de Jeanne d’Arc – 1431, conception Judith Chemla et Yves Beaunesne mise en scène de Yves Beaunesne, musiques de Camille Rocailleux, théâtre des Bouffes-du-Nord et en tournée

## Ouvrage
- Notre silence nous a laissées seules, Éditions Robert Laffont, 2024, 368 p. (ISBN 978-2-2212-7122-3)[12].

## Distinctions

### Récompenses
- Prix Jean-Jacques-Gautier 2011
- Prix Lumières 2013 : meilleur espoir féminin pour Camille redouble
- Festival du film de télévision de Luchon 2013 : prix du meilleur espoir féminin pour 15 jours ailleurs
- 2014 : laurier de l’interprétation féminine du Club audiovisuel de Paris pour 15 jours ailleurs[14]
- Festival du film francophone d'Angoulême 2022 : Valois de la meilleure actrice pour Le Sixième Enfant partagé avec Sara Giraudeau[15]
- Prix du Syndicat de la critique 2025 : Grand prix pour Le procès de Jeanne, d’après les minutes du procès de condamnation de Jeanne d’Arc – 1431, conception Judith Chemla et Yves Beaunesne, mise en scène Yves Beaunesne[16]

### Nominations
- César 2013 : César de la meilleure actrice dans un second rôle pour Camille redouble
- César 2017 : César de la meilleure actrice pour Une vie
- César 2023 : César de la meilleure actrice dans un second rôle pour Le Sixième Enfant